# Félix Schivo
 (octobre 2021).
Félix Schivo, né le 15 mars 1924 à Tarascon et mort le 22 août 2006 à Gouvieux, est un sculpteur et graveur français.

## Biographie

### Formation
En 1942, âgé de 18 ans, Félix Schivo entre à l'École des beaux-arts d'Avignon. Il sera initié à l'art de la sculpture dans l'atelier de Jean-Pierre Gras pendant deux ans. En 1946, Félix Schivo tente le concours de l'École nationale supérieure des Beaux-Arts de Paris, où il est reçu second. Il y fréquentera les ateliers de Georges Saupique, de Marcel Gaumont (entre 1946 et 1949) et de Marcel Gimond (entre 1949 et 1956). Ce dernier aura une grande influence sur le travail de Schivo puisqu'il lui inculque la rigueur à avoir dans l'approche de son art, ainsi que la nécessité de transmettre des émotions au travers de ses œuvres. Félix Schivo tentera toutefois de se détacher de ces principes par la suite. En 1954, Félix Schivo obtient une bourse du Ministère des Affaires Étrangères lui permettant d'effectuer un voyage d'études en Grèce. Ce voyage marquera la fin de sa formation aux Beaux-Arts, tout comme son apprentissage de la gravure chez le maître taille-doucier Camille Quesneville, un art qu'il continuera de pratiquer tout au long de sa carrière.
De la fin des années 1950 à la fin des années 1960, il connaît des débuts difficiles. Il jongle entre plusieurs emplois afin d'avoir du temps libre.

### Félix Schivo et le Mime Marceau
À partir des années 1970, la créativité de Félix Schivo n'a plus aucune limite. Il réalise, au cours de cette décennie, ses plus grands projets, tels qu'une suite de plusieurs dessins, 28 gravures et 4 sculptures consacrés au Mime Marceau. Les deux hommes se rencontrent dans les années 1960, lorsque Schivo réalise des croquis sur le vif de Marcel Marceau donnant des cours au Théâtre de la Ville, puis plus tard, entre septembre et octobre 1972, lorsque le Mime se produit sur scène au Théâtre des Champs-Élysées. Félix Schivo s'intéresse particulièrement à ce projet puisqu'il lui permet de développer une réflexion sur la noblesse de l'attitude, des mouvements et des gestes. Ce travail, Schivo l'intitule « Le mime et la vie. Le mime dans la vie. ». Aussi, dans ses notes manuscrites, le sculpteur explique ce qu'il a voulu retranscrire à travers ces œuvres : « Je voulais cette suite en deux parties. La première partie faite des attitudes diverses de M. M. à ses cours. L'autre de M. M. sur la scène. Là encore je devais distribuer les planches en gravures blondes et gravures noires. Aussi ce que je pensais : un M. M. double, c'est-à-dire le professeur attentif, athlétique, ramassé, en des attitudes tendues ou relâchées. Et le mime sur scène, élégant, souple, dynamique, léger... étiré. […] Les mains sont reines dans le spectacle du mime. Elles semblent douées de toute la vie. Expressive : terriblement souveraines, exceptionnellement longues. Ainsi que le cou, cette colonne qui supporte le masque, et qui semble parfois démesuré tel un col de cygne. »

### Les Charpentes de Saint-Eustache
Les Charpentes (de Saint-Eustache) font également partie de ces grandes réalisations des années 1970. Ce projet à quatre mains est né de la collaboration de Schivo avec l'organiste et compositeur Jean Guillou, qu'il rencontre en 1973. Après avoir réalisé le buste de son ami titulaire du Grand Orgue de l'église Saint-Eustache de Paris, ce dernier invite le sculpteur à observer les charpentes du monument qui les fascinent tous deux. En découlera une série de 8 gravures à la pointe sèche et l'aquatinte. À partir de ces gravures, Jean Guillou enregistra une série de 8 improvisations intitulées Les Charpentes de Saint-Eustache. Le disque de 33 tours, ainsi qu'un exemplaire de chaque gravure, est conservé à la Bibliothèque nationale de France. Félix Schivo livre son ressenti devant le spectacle de ces Charpentes dans un texte introductif aux gravures : « J'entends et ressens les Charpentes singulièrement : je veux dire que mes impressions sont multiples et opposées, voire contradictoires. Présentes par leur Force, Utiles jusqu'à l'Indispensable; elles sont aussi Irréelles. Irréelles de par cette lumière laiteuse, faites de quelques fulgurances qui conjuguent leurs colonnes lumineuses à celle des bois. […] Ces grand contrastes lui donnent cette dimension, cette atmosphère... de puissance, et nous plonge dans un dédale mystérieux, où la densité des Ombres multiplie les Volumes à l'Infini et provoque un sentiment de crainte sacrée. De l'Extérieur, les Sons proviennent assourdis, et les bruits de la Ville; meurent, feutrés; dans cette Forêt Ordonnancée. [...] Je quitte les Combles, à la fois subjugué, ivre d'une impression étrange… délivré. »

### De nombreuses commandes publiques
L'année suivante, en 1974, Félix Schivo réalise une Médaille à l'effigie de Jean Guillou, une commande qui lui vient de la Monnaie de Paris. Il sera fait Chevalier de l'ordre des Arts et des Lettres cette même année. Dès 1976 et jusqu'en 1978, Félix Schivo réalise certains de ces bustes les plus connus. On peut notamment citer celui de Christian Dior, réalisé pour le compte du musée Christian Dior à Granville, celui du compositeur hongrois Franz Liszt (1811-1886), ou encore le buste de Charles de Gaulle, créé à la suite de la commande du Ministère des Affaires Culturelles.  
La fin des années 1970 et les années 1980 sont marquées par la réalisation d'une série de plusieurs œuvres monumentales. La première qui ouvre la voie est La Chrysalide en 1979, une sculpture en bronze réalisée à la suite de la commande de la ville de Bry-sur-Marne, et exposée dès 1982 dans les jardins de l'hôtel de Malestroit. En 1984, c'est la ville de Dugny qui commande une sculpture à l'artiste. Il livre ainsi Le Cri, une sculpture de plus de 2m de hauteur, installée sur la place Gabriel Péri. Le thème évoque la destruction quasi complète de la ville lors de la seconde guerre mondiale. En 1988, Schivo réalise un Monument du souvenir pour le cimetière de la ville du Plessis-Trévise. Enfin, en 1989, Schivo exécute un Monument à Thomas Couture, installée à Senlis. De plus de 2,25 m de hauteur, cette sculpture en bronze représente le peintre Thomas Couture (1815-1879), en blouse d'atelier, palette en main, considérant la toile en devenir. La sculpture est posée sur un socle en pierre d'Euville, sur lequel sont apposés deux reliefs en bronze : le premier est un hommage au père du peintre, Jean Couture, tandis que le second est une esquisse de l'étude de Thomas Couture pour le tableau L'Enrôlement des Volontaires de 1792.

### Fin de carrière
Entre la fin des années 1980 et la fin des années 1990, Félix Schivo se lance dans la sculpture animalière. Ses plus grandes créations seront présentées lors d'une exposition rétrospective organisée par Axa, avenue Matignon à Paris, en 2001. Cette série d'œuvres est couronnée par la sculpture représentant le fameux cheval Ourasi, surnommé le « trotteur-empereur », réalisée en 1989 à la suite de la demande de la Société des trotteurs de France. 
En 1990, Félix Schivo découvre l'œuvre de Jacques Callot (1592-1635), au musée historique lorrain de Nancy. Il se prend alors de passion pour les gravures excentriques de l'artiste du XVIIe siècle et entreprend la recréation de plus de 29 personnages tirés de diverses gravures (La Tentation de Saint-Antoine, Balli di Sfessania, Les Gueux, Les Gobbi, Les Caprices, Les Grandes Misères de la Guerre...). 
En 2003, âgé de 79 ans, Félix Schivo réalise sa dernière œuvre à la demande du Sénat : le buste de l'écrivain autrichien Stefan Zweig (1881-1942), installé au sein du Jardin du Luxembourg.